# Фрідліб Рунге
Фрідліб Фердінант Рунге (нім. Friedlieb Ferdinand Runge, 8 лютого 1795, Більвердер біля Гамбурга — 25 березня 1867, Оранієнбург) — німецький хімік-органік та аналітик.
Фрідліб був третьою дитиною у родині пастора Йогана Герхарта Рунге. Він з дитинства проявляв зацікавлення до різних хімічних експериментів.
Вивчав медицину у Берлінському та Геттінгенському університетах, медицину та хімію у Єнському університеті (доктор медицини, 1819, Берлін; доктор філософії, 1822, Берлін). Після трьохрічного турне по Європі, він викладав хімію у Бреславському університеті (зараз Вроцлав) до 1831. З 1831 до 1852 він працював технічним директором хімічного заводу в Оранієнбурзі, але був звільнений та помер через п'ятнадцять років у бідності.

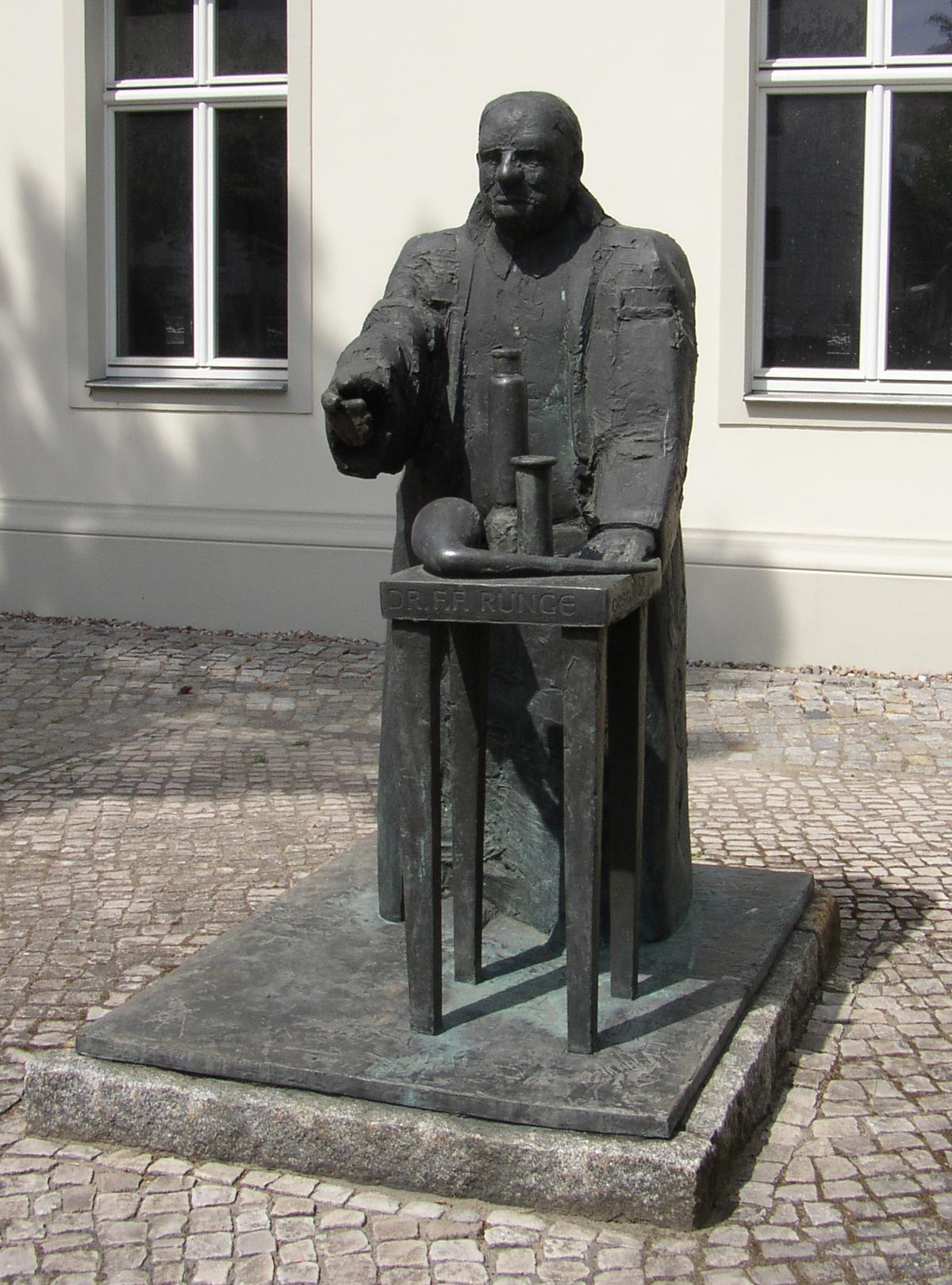
Пам'ятник в Онієнбурзі

Його хімічні роботи включають хімію пурину, відкриття кофеїну, і дослідження великої кількості речовин отриманих із смоли.
Найважливіші наукові роботи присвячені вивченню органічних сполук, у тому числі алкалоїдів та барвників. У 1819 році він описав токсичні властивості атропіну та його здатність розширювати зіницю.
Автор трьохтомної монографії «Хімія барвників» (1834—1850), підручника «Основи хімії» (1846—1847).